# Jean Watteau
Pour les articles homonymes, voir Watteau (homonymie).
Jean Watteau, né le 14 juillet 1898 à Paris (17e) et mort le 6 juin 1983 à Hautot-sur-Mer (Seine-Maritime), est un haut fonctionnaire français. Il a été directeur de la Caisse des dépôts et consignations après la Libération.

## Biographie

### Jeunesse et études
Jean Auguste Albert Watteau naît en 1898. Il est le fils d'un receveur des douanes de Dieppe. Il suit des études de droit et obtient une licence en droit. Il suit des cours à l'École libre des sciences politiques, sans en être diplômé.
Il se marie avec une femme d'origine anglaise.

### Parcours professionnel
Jean Watteau sert dans l'armée française durant la Première Guerre mondiale. En 1920, il est reçu au concours de contrôleur des Douanes, et conserve ce statut jusqu'en 1922. Il est admis major au concours de l'Inspection générale des finances à cette date.
Après quelques années au sein de l'Inspection générale des finances, Jean Watteau est nommé contrôleur des dépenses engagées en 1928. Il quitte la France pour devenir conseiller de la Société des Nations en Bulgarie en 1930. Il demeure à ce poste en 1934, avant d'être réintégré dans les cadres de la haute fonction publique française cette année-là. Il est alors adjoint au chef du service de l'Inspection générale des finances. De là, Watteau devient secrétaire de la Loterie nationale. Il met au point un système de loterie basé sur les courses hippiques.
En 1937, Georges Bonnet nomme Watteau directeur des contributions directes,. Il conserve cette fonction tout au long de la Seconde Guerre mondiale. François Bloch-Lainé et Claude Gruson rapportent que son comportement est, pendant l'Occupation, « impeccable ». En 1943 et 1944, il aurait saboté la perception d’un impôt devant être payé en métal et dont le produit aurait été destiné à l’effort de guerre nazi. Il fait donc partie des inspecteurs des Finances qui, n'étant pas éclaboussés par les accusations de collaboration, poursuivent leur carrière à la Libération.
Il quitte, en janvier 1945, la direction des contributions directes, où Ludovic Tron lui succède. Il devient directeur de la Caisse des dépôts et consignations, fonction qu'il occupe jusqu'en 1952. Afin de fournir le Trésor en liquidités, il est poussé par le directeur du Trésor, François Bloch-Lainé, à se porter régulièrement acquéreur à la bourse de Paris de bons du Trésor afin de maintenir les cours à un niveau faible. Bloch-Lainé lui succède en 1952 tandis que lui est nommé gouverneur de la Banque d'Algérie. Il demeure à ce poste jusqu'en 1962, date des accords d’Évian et de l'indépendance de l’Algérie.